# Mihran Hakobjan

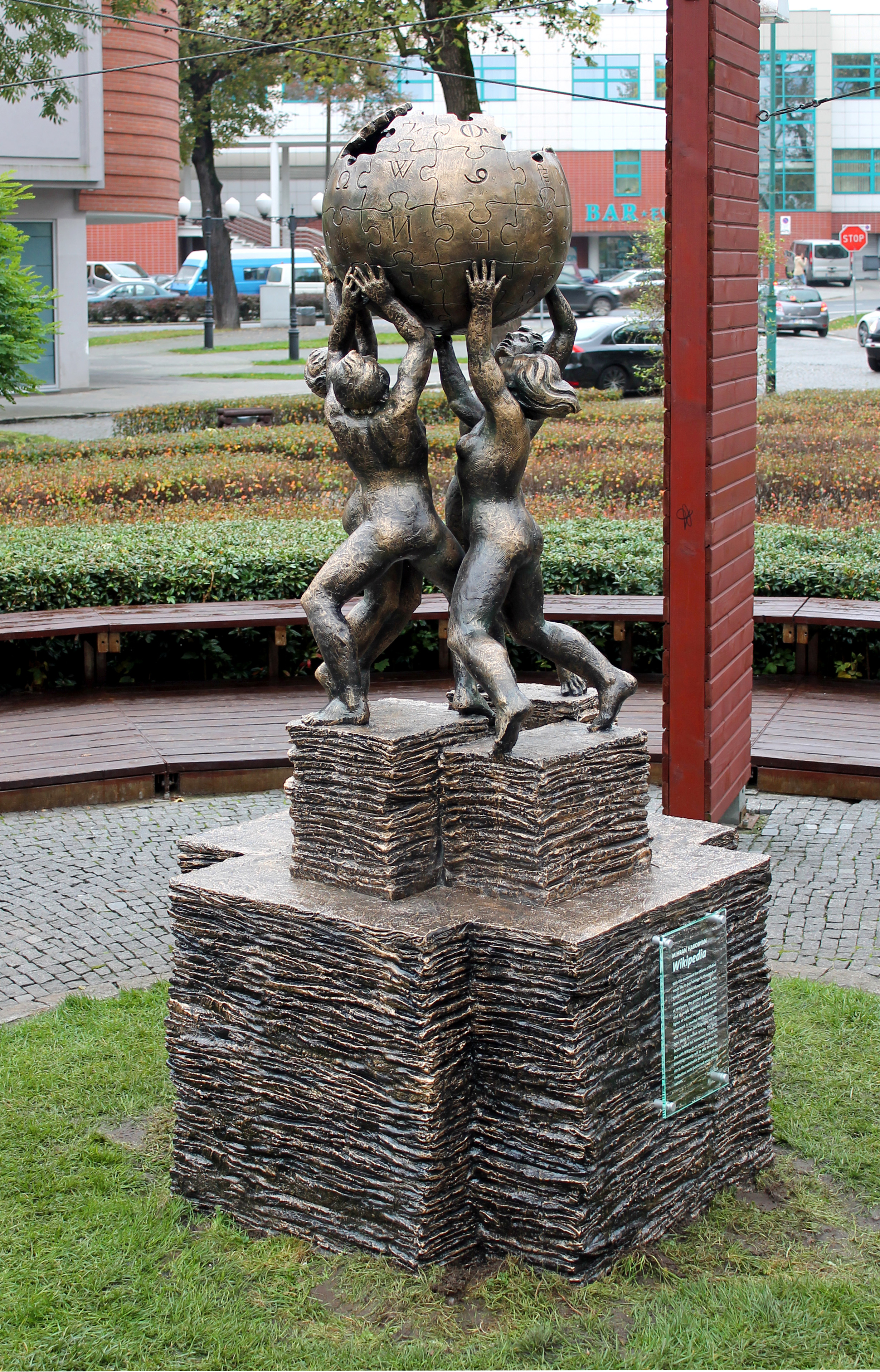
Pomnik Wikipedii w Słubicach

Mihran Hakobjan wymowaⓘ(orm. Միհրան Հակոբյան, wym. [mihˈɾɑn hɑkɔpʰˈjɑn]; ur. 18 lutego 1984 w Stepanakercie, N-KOA, Azerbejdżańska SRR, ZSRR, obecnie Górski Karabach) – ormiański rzeźbiarz i reżyser filmów animowanych, mieszkający w Polsce, autor pomnika Wikipedii w Słubicach, pierwszego pomnika tego rodzaju na świecie.

## Pochodzenie
Mihran Hakobjan urodził się w Stepanakercie, stolicy Nagorno-Karabachskiego Obwodu Autonomicznego, należącego wówczas do Azerbejdżańskiej SRR. W trakcie wojny o Górski Karabach zginął jego ojciec, rzeźbiarz ormiański Armen Hakobjan (1941–1990).

## Edukacja
Mihran Hakobjan studiował rzeźbę w latach 2000–2006 na Państwowej Akademii Sztuk Pięknych w Erywaniu. W roku 2001 został członkiem Związku Artystów Górskiego Karabachu. Po ukończeniu z wyróżnieniem studiów artystycznych działał w swoim zawodzie w Armenii i Rosji, biorąc udział w wystawach, m.in. w Stepanakercie i Erywaniu.
W latach 2010 do 2013 studiował filologię polską jako obcą w Collegium Polonicum w Słubicach. W roku 2012 został stypendystą Funduszu Rodziny Kulczyków.

## Działalność artystyczna
Jako rzeźbiarz tworzy dzieła w kamieniu i drewnie, a także w brązie i tworzywach sztucznych. W roku 2011 uczestniczył w międzynarodowym sympozjum rzeźbiarskim w Szuszy w Górskim Karabachu. Prace Mihrana Hakobjana można oglądać na jego stronie internetowej.
Z inicjatywy dyrektora administracyjnego Collegium Polonicum, dr. Krzysztofa Wojciechowskiego stworzył pierwszy w świecie pomnik Wikipedii przedstawiający cztery postacie ludzkie dźwigające nieukończoną kulę, składającą się z wielu zazębiających się elementów. Pomnik ten został wykonany z tworzywa zbrojonego włóknem szklanym i liczy około 2,5 m wysokości. Znajduje się na Placu Frankfurckim w pobliżu granicy. Jego fundatorem była Gmina Słubice.
Poza twórczością rzeźbiarską zajmuje się filmem animowanym, zarówno rysunkowym, jak i kukiełkowym z figurami z plasteliny. Jego film rysunkowy Parasol poświęcony pamięci ormiańskiego artysty cyrkowego i mima Leonida Jengibarowa został nagrodzony w roku 2013 na moskiewskim festiwalu Short Film Fund. Stworzył też filmy kukiełkowe promujące Collegium Polonicum.